# Jitter
Jitter é uma variação estatística do atraso na entrega de dados em uma rede, ou seja, pode ser definida como a medida de variação do atraso entre os pacotes sucessivos de dados. Observa-se ainda que uma variação de atraso elevada produz uma recepção não regular dos pacotes. Logo, uma das formas de minimizar os efeitos da variação de atraso é a utilização de buffer, o qual armazena os dados à medida que eles chegam até que os pacotes enviados pela origem da comunicação sejam recebidos no destino final desta comunicação, então os pacotes são ordenados de acordo com a ordem de envio e os encaminha para a aplicação seguindo a mesma cadência.
Um exemplo de sistemas que tem o Jitter como inimigo é o serviço de Voz sobre IP (VoIP). Para este sistema, tanto o efeito do Jitter, variação de latência, quanto a sua mais simples solução, bufferização, não são agradáveis. Seria mais prejudicial para uma comunicação VoIP, Streaming de Vídeo ou de jogos on-line a utilização de buffer para ordenamento de pacotes no destino de uma comunicação do que a perda de alguns pacotes, causada por Jitter, que chegam atrasados e são descartados no destino de uma comunicação, porque pequenos Jitter entre pacotes são aceitáveis para estas aplicações. Pode parecer estranho, mas em redes de computadores a falta de pequenas partes do som de uma voz pode não prejudicar o entendimento do que foi dito.Se por outro lado a perda de partes do som da voz de um interlocutor comprometer o entendimento do que foi dito, o próprio ouvinte pode pedir para repetir o que foi dito e a conversa continua. 
A primeira forma de se evitar Jitter em uma rede de computadores que foi construída obedecendo as normas e padrões aplicáveis é a utilização de protocolos que priorizem o tráfego do tipo de pacotes sensíveis a Jitter, como ToS e QoS.
As aplicações sensíveis a Jitter são escolhidas por programadores de software para utilizar o Protocolo de Transporte UDP (chamado de não confiável) porque o UDP prioriza a rapidez no envio e recebimento de dados. De maneira inversa o Protocolo de Transporte TCP (chamado de confiável) que utiliza buffer para ordenamento de pacotes recebidos no destino de uma comunicação e confere se os pacotes foram recebidos no seu destino para reenviar os pacotes perdidos. O termo "não confiável" significa entre outras definições que o Protocolo UDP não vai conferir se os pacotes foram recebidos no destino, a origem da comunicação vai continuar a enviar pacotes sem gastar tempo de processamento e sem utilizar mais recursos de banda de rede para conferir o recebimento e se for o caso reenviar pacotes perdidos.
 O problema na utilização do TCP para voz e vídeo em redes TCP/IP é que enquanto este processo para "confiança na entrega" aconteceria, a aplicação ficaria esperando para receber os dados necessários e isto interromperia a comunicação enquanto os interlocutores tentariam sem sucesso a continuidade da conversa. O TCP possui compartilhamento de banda, caso outros aplicativos acessem a rede. A mesma vai ser dividida. O UDP utiliza a banda que for preciso, tendo alta prioridade em relação a aplicativos TCP processados em paralelo.
O TCP e o UDP são protocolos de transporte em redes TCP/IP da quarta camada do Modelo de Camadas OSI e da terceira camada do Protocolo TCP/IP.